# Fontellare

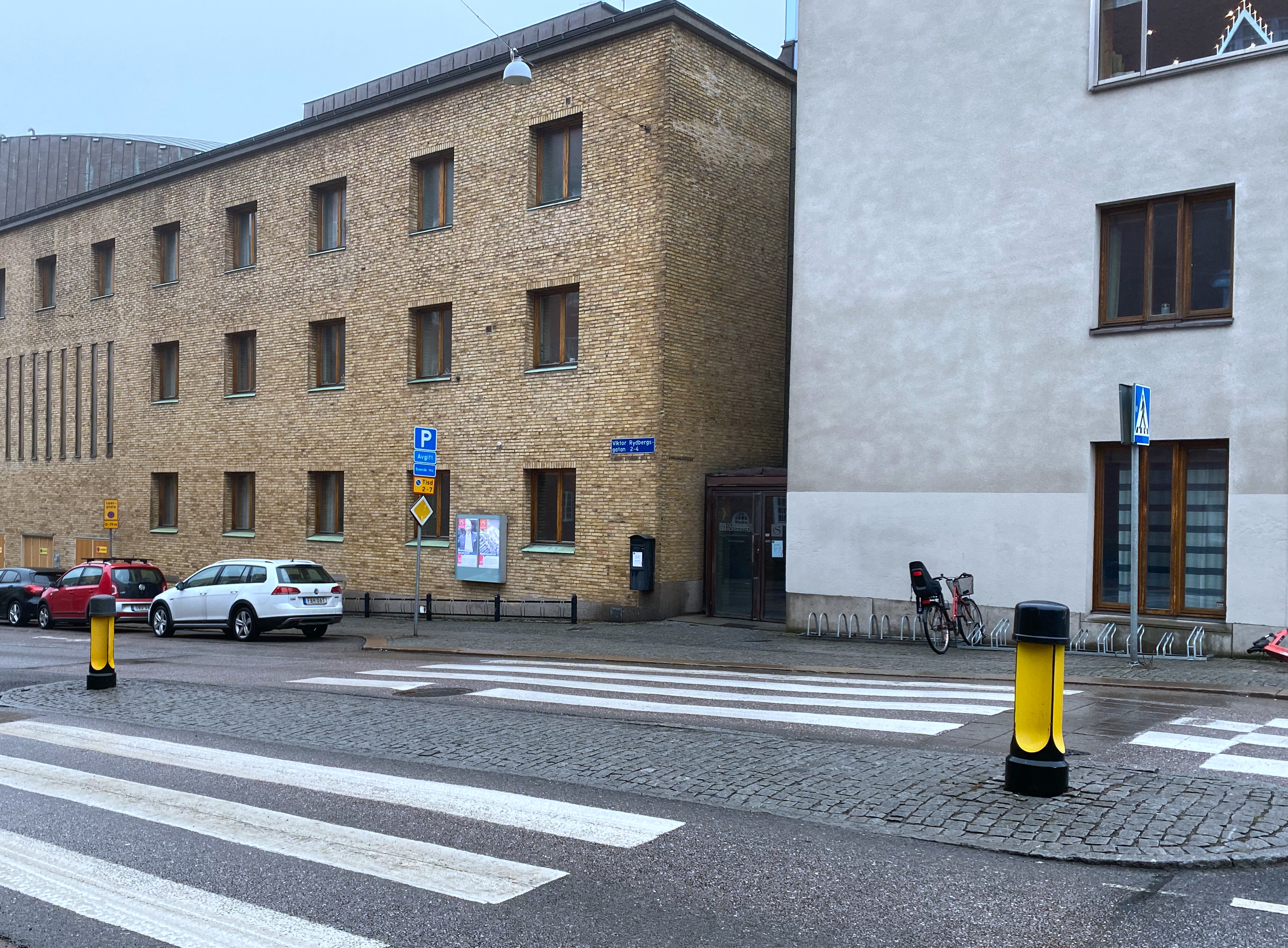
Fontellare placerad på ursprungligt sätt, parvis på en mittrefug vid ett övergångställe. Viktor Rydbergsgatan 5 i Göteborg. (2021).

En fontellare är en äldre typ av trafikdelare som togs fram under 1930-talet. De var ursprungligen placerades parvis på mittrefugen vid övergångställen. Den bestod av en svart pelare i metall, med ursparningar som var målade i gult och upplysta ovanifrån.

## Historik
Fontellaren infördes under 1930-talet i Göteborg efter en idé av polismästaren i Göteborg Ernst Fontell. Idén kom ursprungligen från Storbritannien och den spriddes sedan över större delen av Sverige. Orsaken till framtagningen var att Fontell ville minska trafikolyckor vid dåtidens övergångsställen som ofta inte hade trafikljus. Fontellaren försvann mer och mer efter högertrafikomläggningen 1967, och finns idag endast kvar på ett fåtal ställen i landet.

## Fontellare i Sverige 2021

### I Göteborg
- på mittrefug vid övergångsställe vid Viktor Rydbergsgatan 5 i Göteborg.
- på mittrefug vid Berzeliigatan 3 i Göteborg.
- utanför Göteborgs polishus på Ernst Fontells plats.
- på Sankt Sigfridsgatan i Skår i Göteborg.

### Övriga Sverige
- Vid torget i Vetlanda[2]
- i korsningen Backgatan/Kristianstadsvägen i Simrishamn.[2]
- längs Jennygatan i höjd med Österportstorg Ystad.[2]
- I rondellen korsningen Vedensgatan / Åsbogatan Borås

## Bilder

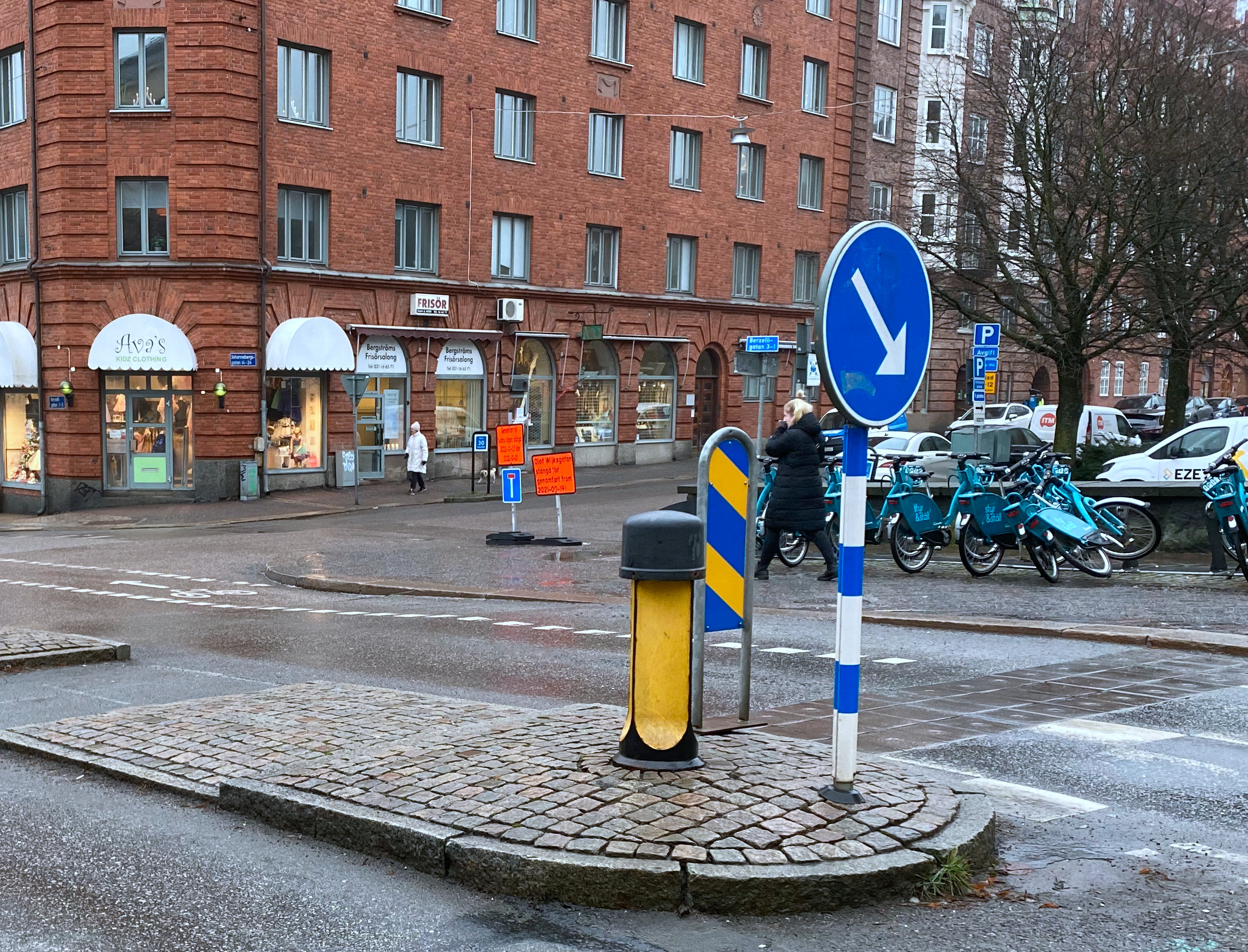
Fontellare på mittrefug vid Berzeliigatan i Göteborg.
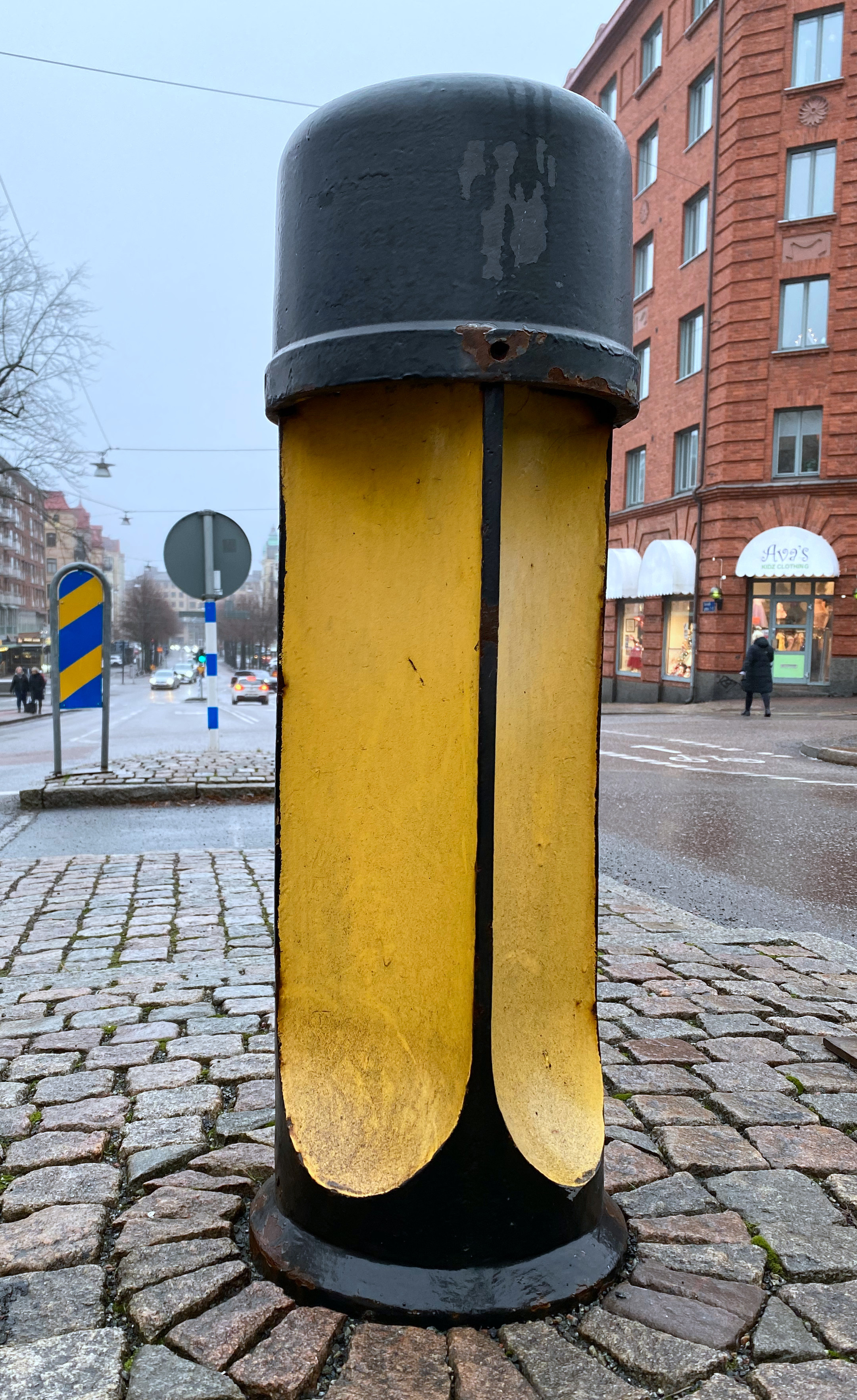
Närbild på fontellare vid Berzeliigatan i Göteborg.
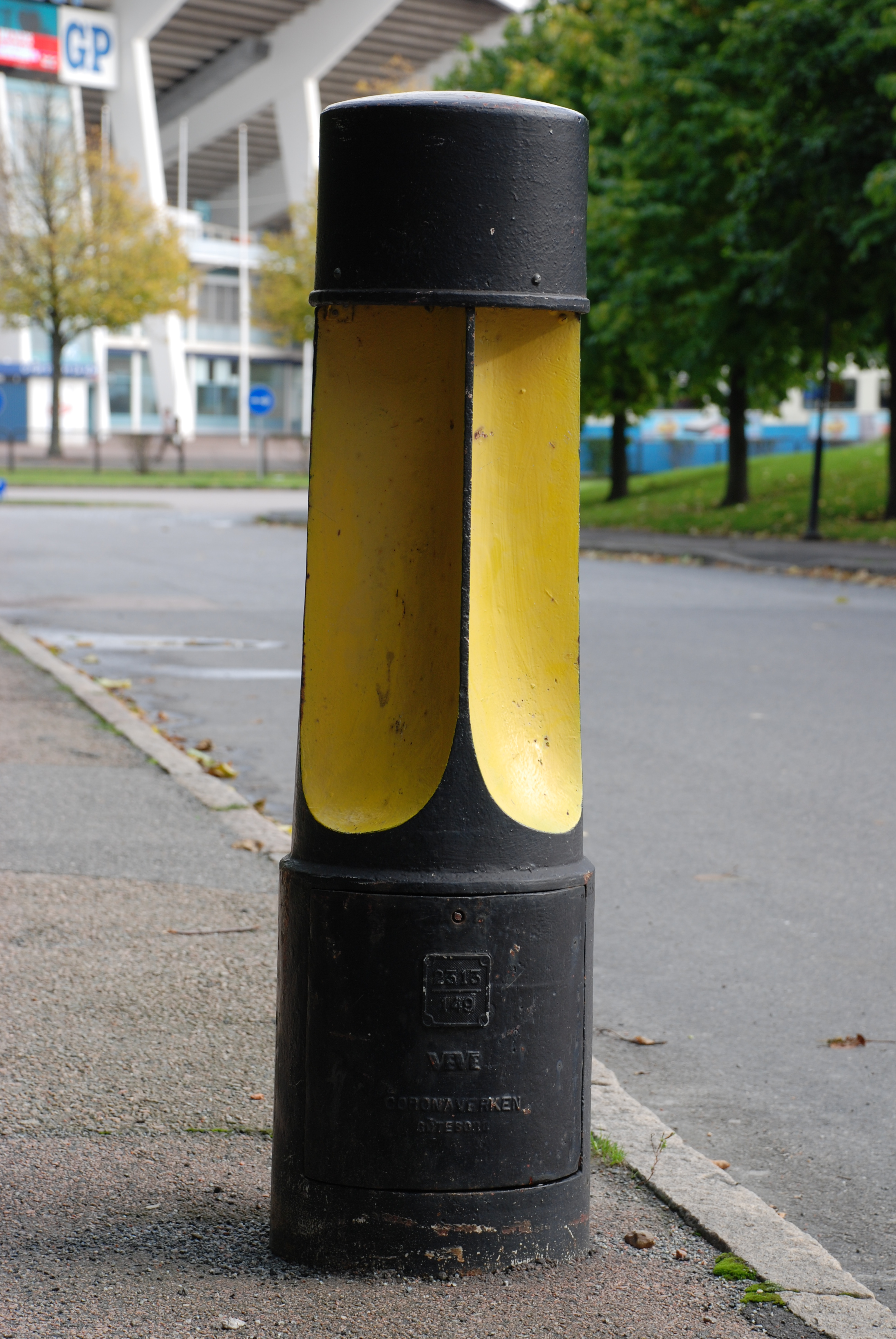
Fontellare placerad framför Göteborgs polishus.
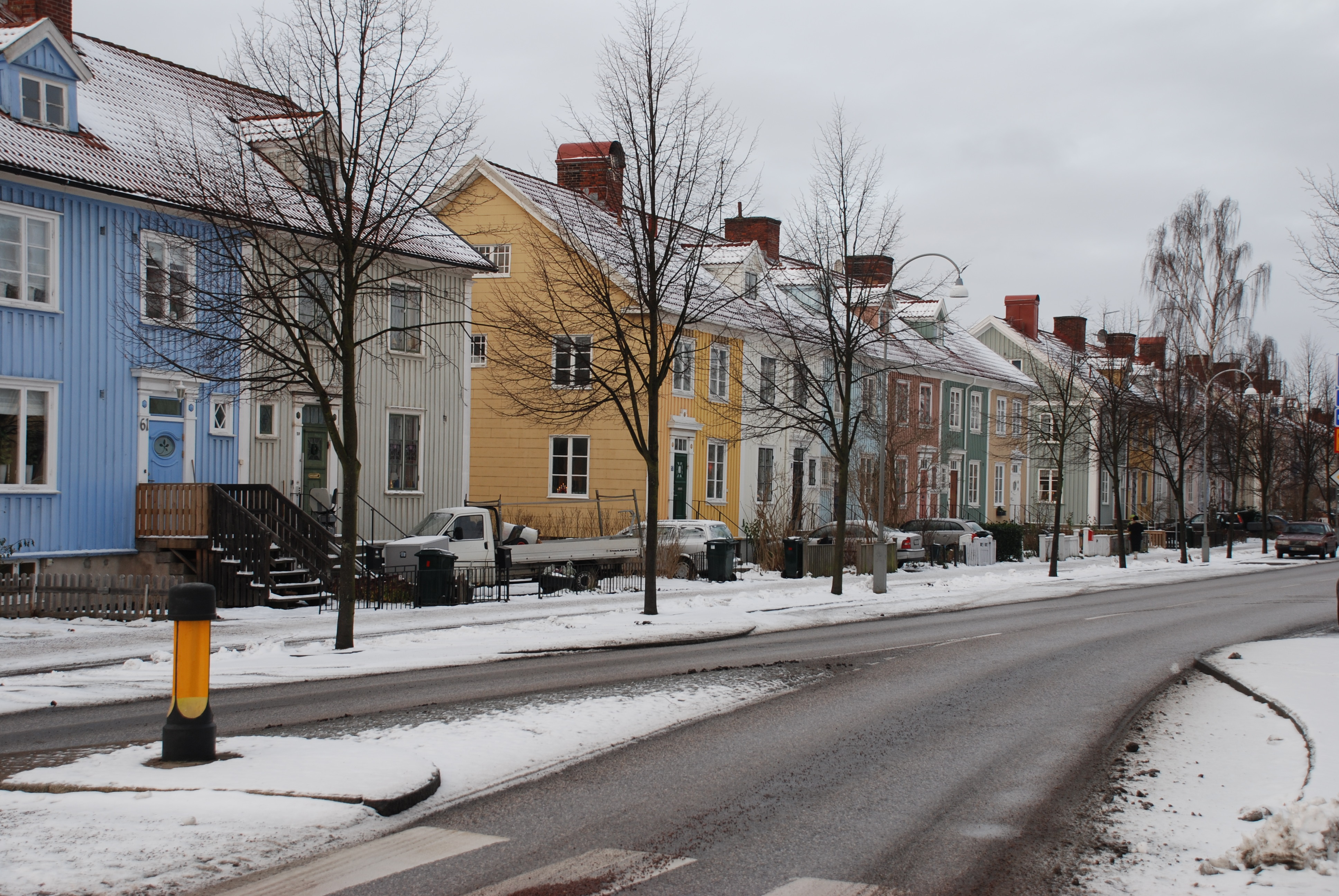
Sankt Sigfridsgatan med fontellare.